# Ratusz w Pardubicach

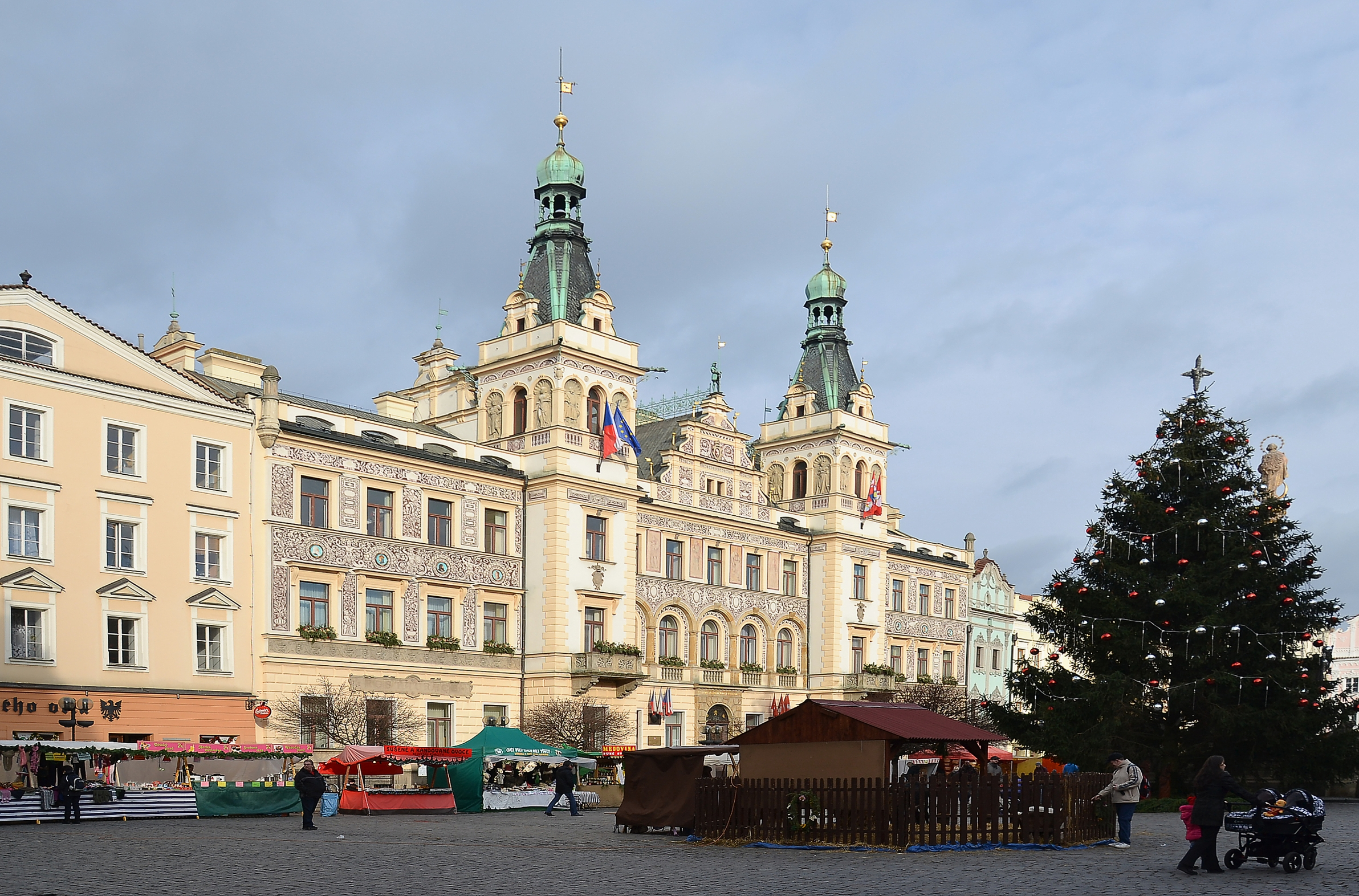
Ratusz

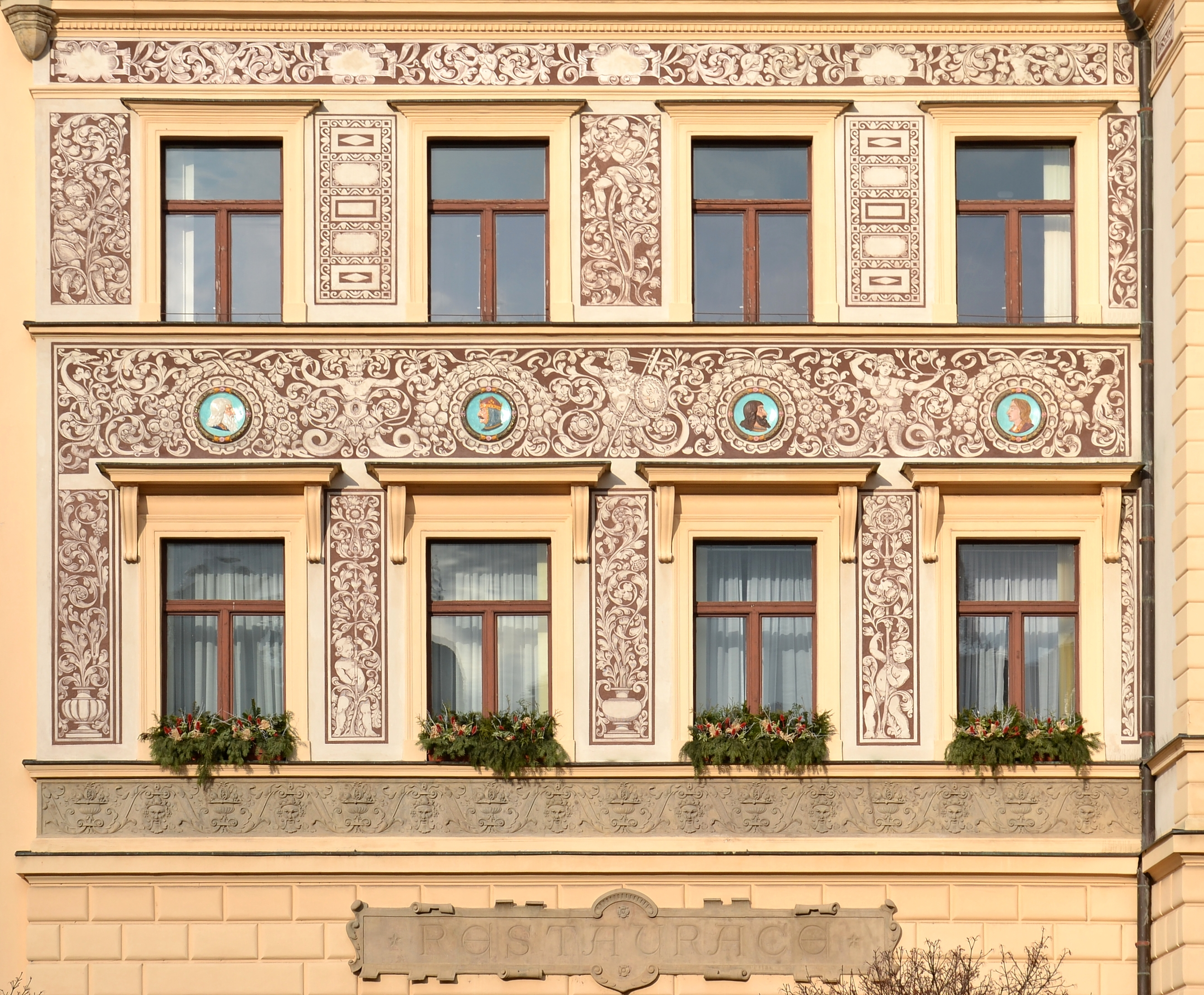
Medaliony z podobiznami czeskich królów

Ratusz w Pardubicach (cz. Radnice v Pardubicích) – zabytkowa siedziba władz miejskich w Pardubicach, stolicy kraju pardubickiego.
Ratusz znajduje się na głównym placu (Pernštejnské náměstí), w historycznym centrum miasta, będącym od 1964 roku Miejskim Rezerwatem Zabytkowym (Městská památková rezervace).

## Historia
Wcześniej w mieście istniało kilka starszych ratuszów – po wielkim pożarze w 1538 roku na rynku stanął budynek w stylu renesansowym. Zniszczyły go wojska szwedzkie w 1645 roku, odbudowano go w skromniejszej formie i służył rajcom do połowy XVIII wieku. Po przebudowie i rozbudowie otrzymał barokowy wygląd, jednak z biegiem czasu i on przestał wystarczać powiększającej się administracji.
W 1892 roku Rada Miejska wystąpiła z wnioskiem o rozbiórkę domów na rynku nr 1, 114, 118 i 119 i budowę w ich miejscu nowego ratusza. Prace ruszyły w październiku tego samego roku, ukończono je w 1894. 
Nowy ratusz został wzniesiony według projektu praskiego architekta Jana Vejrycha, w stylu neorenesansowym. Jego dominantą są dwie wieże – położona pomiędzy nimi środkowa część ratusza, ograniczona ryzalitami, zakończona jest szczytem, zwieńczonym postacią rycerza, wzorowaną na nagrobku Vojtěcha z Pernštejna z pobliskiego kościoła św. Bartłomieja. Poniżej, pomiędzy oknami drugiego piętra, znajdują się freski, przedstawiające alegorię cnót mieszczańskich. Boczne skrzydła ratusza, przylegające do sąsiednich kamienic, ozdobione są sgraffito, według wzoru Mikoláša Aleša oraz medalionami z podobiznami czeskich władców. Inne elementy wyróżniające się na fasadach, to herb miejski, umieszczony na środkowym szczycie oraz herby Królestwa Czech, w obu ryzalitach, nad balkonami. W środku ratusza można podziwiać sale z kasetonowymi sufitami pełnymi alegorii.
Pierwsze prace konserwacyjne ratusz przeszedł już w 1924 roku – malarz J. Köhler zajął się m.in. sgraffito, zmodernizowano też wnętrza oraz wyposażono w łazienki. Największy remont odbył się dopiero w pod koniec XX wieku – w latach 1993–1994. Objął on zarówno prace zewnętrzne, jak i wewnętrzne – zamontowano m.in. nowe windy, wyremontowano dach.